# Sport-Tiedje
Sport-Tiedje GmbH est une société allemande dont le siège social se trouve à Schleswig. La société est active dans le commerce de matériel sportif avec ses 79 filiales réparties en Allemagne, en Autriche, en Suisse, en Belgique, en France, au Danmark, en Grande-Bretagne et aux Pays-Bas. Elle est présente en France sous le nom de Fitshop. Toutes les actions appartiennent au cofondateur Christian Grau qui a en 2011 pris le relais du fondateur Ulrich Tiedje. Au cours de l'année fiscale 2017 Sport-Tiedje GmbH a enregistré 121,9 Millions d'€ de chiffres d'affaires. Le groupe Sport-Tiedje emploie environ 600 personnes (2018). 

## Histoire
Sport-Tiedje a été fondé en 1984 par l'ancien joueur de tennis de table Ulrich Tiedje (* 20 janvier 1957; † 18 novembre 2015). En 1996, il embauche Christian Grau, son futur successeur, comme employé.[pertinence contestée] À partir de 1999, tout l'assortiment des appareils de sport et accessoires est disponible sur la boutique en ligne de l'entreprise. L'objectif de la société est depuis lors, la vente d'appareils de fitness et d'accessoires de fitness pour la maison.
En 2001, le Sport-Tiedje GmbH a été créée par Ulrich Tiedje et Christian Grau en tant que partenaires égaux. Le fondateur Ulrich Tiedje est parti à la retraite en 2011 et ses actions ont été rachetées par Christian Grau. A l'été 2013, Sport-Tiedje a introduit la marque T-Fitness en Belgique et aux Pays-Bas en ouvrant deux nouvelles filiales à Bruxelles et à Amsterdam. 17 mois après l'ouverture de la fililale à Amsterdam, Sport-Tiedje a continué son expansion aux Pays-Bas avec le rachat de OZI Sport BV avec ses 4 fililales. Fin 2015, Sport-Tiedje a continué son cours d'expansion en Europe et a repris le deuxième plus grand fournisseur d'équipements de fitness à domicile et de remise en forme de la Grande-Bretagne, Powerhouse Fitness (Láidir Leisure Ltd., Glasgow).

## Succursales
Sport-Tiedje a 79 magasins de fitness - en Allemagne: Berlin, Bielefeld, Brême, Cassel (Hesse), Cologne, Dortmund, Dresde, Düsseldorf, Essen, Francfort, Fribourg, Hambourg, Hanovre, Karlsruhe, Leipzig, Mannheim, Munich, Nuremberg, Schleswig, Stuttgart, Wiesbaden et des filiales à l'étranger: Amsterdam, Aberdeen, Bodegraven, Bruxelles, Berne, Copenhague, Édimbourg, Glasgow, Graz, Lausanne, La Haye, Leeds, Linz, Londres, Newcastle, Nottingham, Rosendaal, Rotterdam Vienne, Zurich et Paris. En outre, Sport-Tiedje possède une base à Taiwan qui sert de centre d´expérience et de gestion de la qualité pour ses propres marques.
Au siège social à Schleswig se situe l'administration, un centre d'appels international et un entrepôt. Dans la ville voisine Büdelsdorf se trouve un très grand entrepôt de 14 000 m2 et un atelier de réparations. La logistique internationale est gérée à partir de là.

## Assortiment et service
L'activité principale de Sport-Tiedje est la vente et la livraison d'appareils de fitness aux particuliers et professionnels,. Certains équipements de fitness, nutrition sportive et équipements pour l'extérieur sont vendus exclusivement par l'entreprise. À côté des marques des autres fournisseurs, Sport-Tiedje développe également ses propres marques de distributeur Darwin, cardiostrong et Taurus.
A côté de ça, Sport-Tiedje propose aussi aux institutions publiques la planification et le montage de dispositifs de fitness.